# Ахмат-Юрт
Ахмат-Юрт (рос. Ахмат-Юрт, до 2019 року — Центорой) — село у Курчалоївському районі Чечні Російської Федерації.
Населення становить 8731 особу (2019). Входить до складу муніципального утворення Ахмат-Юртовське сільське поселення.

## Історія
Згідно із законом від 20 лютого 2009 року органом місцевого самоврядування є Ахмат-Юртовське сільське поселення.

## Населення
| 1990  | 2002  | 2010  | 2012  | 2013  | 2014  | 2015  |
| ----- | ----- | ----- | ----- | ----- | ----- | ----- |
| 3607  | ↗5658 | ↗7115 | ↗7297 | ↗7518 | ↗7712 | ↗7948 |
| 2016  | 2017  | 2018  | 2019  |       |       |       |
| ↗8124 | ↗8317 | ↗8549 | ↗8731 |       |       |       |